# Bataille de Nyala
Conflit soudanais de 2023
La bataille de Nyala est une bataille pour le contrôle de Nyala, la capitale du Darfour du Sud au Soudan, entre les forces de soutien rapide (FSR) et les forces armées soudanaises pendant la campagne du Darfour. La bataille s'est déroulée entre le 15 et le 20 avril 2023 et a fait des centaines de morts; Un cessez-le-feu négocié par des civils a mis fin aux combats le 20 avril.

## Prélude
Aux premières heures de la matinée du 15 avril 2023, des soldats fidèles aux Forces de soutien rapide ont lancé une série d'assauts contre des bâtiments clés de Khartoum, notamment l'aéroport international de Khartoum, tandis que les combats de rue se poursuivaient à travers Khartoum et les villes voisines d'Omdourman et de Bahri,. Alors que l'aéroport international a été capturé par les FSR, les combats de rue se sont poursuivis dans tout Khartoum et les villes voisines d'Omdourman et de Bahri,. Les FSR ont également capturé le palais présidentiel, la résidence de l'ancien président soudanais Omar el-Bechir, et ont attaqué une base militaire,. Les utilisateurs de Facebook Live et de Twitter ont documenté l'armée de l'air soudanaise volant au-dessus de la ville et frappant les cibles des FSR. 

### Origine au Darfour
L'histoire des conflits au Soudan est faite d'invasions et de résistances étrangères, de tensions ethniques, de conflits religieux et de concurrence pour les ressources,. Au cours de son histoire moderne, deux guerres civiles entre le gouvernement central et les régions du sud ont tué 1,5 million de personnes, et un conflit permanent dans la région occidentale du Darfour a déplacé deux millions de personnes et tué plus de 200 000 personnes. 5 millions de personnes, et un conflit persistant dans la région occidentale du Darfour a déplacé deux millions de personnes et en a tué plus de 200 000. Depuis son indépendance en 1956, le Soudan a connu plus de quinze coups d'État militaires et a également été dirigé par l'armée pendant la majeure partie de l'existence de la république, avec seulement de brèves périodes de régime parlementaire civil démocratique.

## Chronologie

### 15 avril
Le conflit a commencé tôt dans la matinée du 15 avril. En raison de l'éclatement des combats, tous les marchés et écoles de Nyala ont été fermés et les civils ont été invités à rester chez eux. L'hôpital de Nyala a déclaré que sixcivils avaient été tués au début des affrontements. La plupart des affrontements ont eu lieu à l'intérieur de la ville et une attaque contre le marché d'al-Malja a tué trois personnes. Les FAS ont également affirmé avoir repoussé une attaque des FSR contre l'aéroport international de Nyala et les bases de commandement régionales de l'armée soudanaise situées à proximité. Au moins onze personnes ont été tuées à Nyala et à Khartoum, et plus de seize blessées à Nyala le premier jour des combats.

### 16 avril
Le 16 avril, Nyala a enregistré le plus grand nombre de morts dans les combats, et des affrontements ont eu lieu dans les bases des FAS et près de l'hôpital de Nyala. Les FSR ont pris le contrôle de l'aéroport de Nyala le 16 avril, après une attaque de 90 minutes qui a poussé les forces soudanaises vers les quartiers est de la ville. Lors des combats à Kabkabiya, trois travailleurs humanitaires du Programme alimentaire mondial ont été tués, ce qui a incité l'organisation à suspendre toutes ses activités au Darfour, y compris à Nyala. On sait peu de choses sur la poursuite des attaques le 16 avril ou sur le nombre de civils tués, en raison du brouillard de guerre,.

### 17 avril
Plusieurs bureaux d'agences de l'ONU ont été pillés à Nyala par les FPR, notamment ceux du PAM, du HCR et de l'UNICEF ; Médecins sans frontières ont indiqué qu'il ne pouvait plus mener d'activités de secours dans la ville, car ses bureaux à Nyala avaient été pillés. Les FSR ont également capturé le ministère des Finances du Darfour du Sud ce jour-là, et les affrontements entre les forces de l'armée et les FSR dans les quartiers d'El Wadi, d'El Geer et d'El Sereif ont fait fuir les civils. Le camp de réfugiés d'El-Salam, adjacent à Nyala, a également été coupé de tout approvisionnement en raison des combats. Les forces de sécurité soudanaises ont également pris le contrôle du quartier général du 7e régiment de l'armée soudanaise.

### 18 avril
Le 18 avril, les combats s'étaient partiellement calmés et des inconnus armés sur des pousse-pousse prétendument affiliés aux FPR ont patrouillé dans la ville, saccageant des ONG et pillant des commerces ; des vols ont eu lieu au Nyala Crops Exhange et au quartier général de la police, dans la zone industrielle de la ville. Dans la soirée du 18 avril, l'hôpital central de Nyala a cessé de fonctionner faute d'électricité. Les patients blessés ont été transportés à l'hôpital universitaire de Nyala et à l'hôpital soudano-turc, les deux autres hôpitaux en activité dans la ville. D'autres associations médicales, dont MSF, ont interrompu leurs activités en raison de leur incapacité à atteindre les civils à travers les combats. La plupart des combats se sont poursuivis près de l'aéroport international de Nyala et du commandement de la 16e division de l'armée soudanaise qui se trouve à proximité.

### 19 avril
Le 19 avril, d'autres rapports faisant état d'hommes armés alliés aux FSR sont apparus à Nyala, alors que la violence s'intensifiait. À cette époque, l'armée soudanaise contrôlait la base militaire de la 16e division et les FSR contrôlaient l'aéroport, un habitant déclarant qu'ils « contrôlaient la zone à 50-50 % ». La journée a été relativement calme dans la ville, bien que la nuit, des manifestations de civils aient eu lieu dans les quartiers contre les FSR et les FAS.

### 20 avril
Le 20 avril, un cessez-le-feu négocié par les civils a mis fin aux combats entre les forces de sécurité et les forces armées soudanaises,. L'hôpital central de Nyala a également repris ses activités et l'électricité est revenue dans la ville. Quelques combats se sont poursuivis dans le nord de la ville plus tard dans la journée et les barricades civiles n'ont pas été démantelées. Le 20 avril, les forces de sécurité se trouvaient dans les quartiers d'El Matar, d'El Riyadh et d'El Malja, près de l'aéroport.

## Suites
Le cessez-le-feu se poursuit jusqu'en mai. L'hôpital turc de Nyala annonce que les combats ont ralenti autour de l'hôpital et que la plupart des hôpitaux peuvent reprendre leurs activités. Le ministère de l'Éducation de la ville est incendié le 21 avril, malgré la trêve. Huit corps sont ramassés par des civils dans les jours qui suivent la bataille dans des zones inaccessibles en raison des combats. Le marché est également rétabli, mais les prix sont élevés. Entre-temps, les détenus de la prison de Nyala sont libérés faute de nourriture et de biens suffisants pour les garder. Le bilan provisoire de la bataille fait état de plus de 31 civils tués et 279 blessés,.